# ألكا (ديانة البلطيق)
ألكا أو ألكاس (باللاتفية: elks) هو اسم مكان مقدس أو مكان لحرق القرابين في ديانة البلطيق. في لاتفيا وليتوانيا ألكا والايائل هو العنصر الأكثر انتشارا في أسماء المواقع الجغرافية للمواقع المقدسة. تم تسجيل 120 تلًا و70 حقلاً و50 مسطحًا مائيًا (بحيرات وأنهار وأراضي رطبة) تحمل هذه الكلمة في اسمها.